# Пипин Горбатый
Пипи́н Горба́тый (фр. Pepin le Bossu; около 769—811) — старший сын короля Франкского государства Карла I Великого и его первой жены Химильтруды, участник заговора против отца в 792 году.

## Биография
Пипин Горбатый родился незадолго до того, как в 770 году Карл Великий развёлся с его матерью, чтобы из политических соображений жениться на лангобардской принцессе Дезидерате. Брак Карла с Химильтрудой считался законным и таким представлен в ряде документов (в том числе, в письме папы римского Стефана III (IV) к королю франков от 770 года), а Пипин считался законным сыном Карла, хотя его физический недостаток ставил под сомнение его возможность наследовать престол.
После развода Карл Великий оставил сына при своём дворе и дал ему воспитание наравне с его младшими братьями. Современники отзывались о Пипине как о подающем надежды юноше, достойным по качествам своего отца. Между тем Карл Великий, желая утвердить своих младших сыновей как наследников, с помощью папы римского Адриана I в 781 году короновал двух из них: Людовика I Благочестивого — королём Аквитании, а Карломана — королём Италии, при этом последний принял новое имя — Пипин. Имя Пипин было родовым именем в династии Каролингов и наименование им ещё одного сына Карла ставило под сомнение право Пипина Горбатого на престол. Одновременно начинают появляться документы, в которых брак Карла с Химильтрудой называется не браком, а сожительством. Один из первых подобных документов — «Деяния мецких епископов», написанные Павлом Диаконом около 784 года.
В последующие годы вокруг Пипина Горбатого стал складываться круг лиц, недовольных политикой Карла Великого в отношении знати, ряд представителей которой, по интригам жены Карла Фастрады, оказались удалёнными от двора. Зимой 792 года среди них созрел заговор против короля. Среди виднейших заговорщиков были граф Парижа Теобальд и епископ Вердена Пётр. К заговору был привлечён и Пипин. Заговорщики намеревались убить Карла, Фастраду и младших сыновей короля при посещении ими церкви Святого Петра в Регенсбурге, а новым королём поставить Пипина Горбатого. Однако эти планы были раскрыты диаконом этой церкви Фардульфом, подслушавшим их разговор накануне убийства. Фардульф тут же доложил о заговоре королю. Заговорщики были арестованы и там же (в Регенсбурге) над ними был проведён суд. Многие из заговорщиков были казнены, другие лишены имущества и отправлены в ссылку, граф Теобальд и епископ Пётр Верденский очистились от предъявленных им обвинений клятвами. Пипин Горбатый также был приговорён к смертной казни, однако король Карл заменил её на пострижение в монахи. Местопребыванием Пипина был назначен монастырь в Прюме. За проявленную верность Фардульф в 793 году был назначен Карлом Великим аббатом монастыря Сен-Дени.
Уже вскоре после мятежа 792 года появляется значительное число документов, в которых Пипин Горбатый фигурирует как незаконнорождённый сын Карла Великого и вскоре это мнение становится преобладающим в источниках.
Пипин остаток жизни провёл в Прюмском аббатстве. Предполагается, что Карл Великий планировал поставить его во главе Мецской епархии, которая после смерти архиепископа Ангильрамна в 791 году долгое время оставалась вакантной, но так этого и не сделал. Пипин скончался в 811 году в Прюме.